# Lijst van oorlogsmonumenten in Maashorst
De Nederlandse gemeente Maashorst heeft drie oorlogsmonumenten. Hieronder een overzicht.
| Nr.                             | Object                                                | Herdachte groep | Ontwerper            | Onthulling             | Type            | Locatie                                  | Plaats     | Coördinaten                   | Foto                                                  |
| ------------------------------- | ----------------------------------------------------- | --- | -------------------- | ---------------------- | --------------- | ---------------------------------------- | ---------- | ----------------------------- | ----------------------------------------------------- |
| 657                             | Oorlogsmonument                                       | algemeen |                      |                        | gedenkmuur      | Wolfstraat, 5409                         | Odiliapeel | 51° 38' 30" NB, 5° 42' 11" OL |                                                       |
| 3308                            | Monument voor Vrede, Vrijheid en Verantwoordelijkheid | algemeen |                      | 21 september 2008      | beeld/sculptuur | Pastoor van Spijkplein                   | Schaijk    | 51° 44' 48" NB, 5° 37' 53" OL | Monument voor Vrede, Vrijheid en Verantwoordelijkheid |
| 3607                            | Oorlogsmonument                                       | militairen in dienst van het Ned. Kon. na 1945, militairen in dienst van het Ned. Kon. 1940-1945, burgerslachtoffers, vervolgden Nederland, verzet Nederland | Harrie van Schijndel | 4 mei 2011             | zuil            | Piusplein, 5402 EA                       | Uden       | 51° 39' 52" NB, 5° 36' 43" OL |                                                       |
| Dit oorlogsmonument op Wikidata | Stolpersteine                                         | vervolgden Nederland | Gunter Demnig        |                        | reliëf          | Zie Lijst van Stolpersteine in Maashorst | Uden       |                               |                                                       |
|                                 | Gedenksteen 1944                                      | algemeen |                      | 1994-09=september 1994 | beeld/sculptuur | Pastoor van Winkelstraat                 | Schaijk    |                               | Gedenksteen 1944                                      |
|                                 | Grafmonument                                          | Nederlandse militair Tweede Wereldoorlog |                      |                        | beeld/sculptuur |                                          | Reek       |                               | Grafmonument                                          |

Alphen-Chaam ·
Altena ·
Asten ·
Baarle-Nassau ·
Bergeijk ·
Bergen op Zoom ·
Bernheze ·
Best ·
Bladel ·
Boekel ·
Boxtel ·
Breda ·
Cranendonck ·
Deurne ·
Dongen ·
Drimmelen ·
Eersel ·
Eindhoven ·
Etten-Leur ·
Geertruidenberg ·
Geldrop-Mierlo ·
Gemert-Bakel ·
Gilze en Rijen ·
Goirle ·
Halderberge ·
Heeze-Leende ·
Helmond ·
's-Hertogenbosch ·
Heusden ·
Hilvarenbeek ·
Laarbeek ·
Land van Cuijk ·
Loon op Zand ·
Maashorst ·
Meierijstad ·
Moerdijk ·
Nuenen, Gerwen en Nederwetten ·
Oirschot ·
Oisterwijk ·
Oosterhout ·
Oss ·
Reusel-De Mierden ·
Roosendaal ·
Rucphen ·
Sint-Michielsgestel ·
Someren ·
Son en Breugel ·
Steenbergen ·
Tilburg ·
Valkenswaard ·
Veldhoven ·
Vught ·
Waalre ·
Waalwijk ·
Woensdrecht ·
Zundert